# بني خضير (ذمار)
بني خضير هي إحدى قرى الجمهورية اليمنية. تتبع جغرافيا لمحافظة ذمار وإداريًا لمديرية ضوران انس. يبلغ تعداد سكانها 1332 نسمة حسب الإحصاء الذي أجري عام 2004.